# اولاد عیاد
اولاد عیاد (به فرانسوی: Oulad Ayad) یک شهرک در مراکش است که در استان فقیه بن صالح واقع شده‌است. اولاد عیاد ۲۱٬۴۶۶ نفر جمعیت دارد.